# Singa (Népal)
Pour les articles homonymes, voir Singa.
Singa (en népalais : सिङ्गा) est un comité de développement villageois du Népal situé dans le district de Myagdi. Au recensement de 2011, il comptait 3 246 habitants.